# Wasserwerk Taubertal

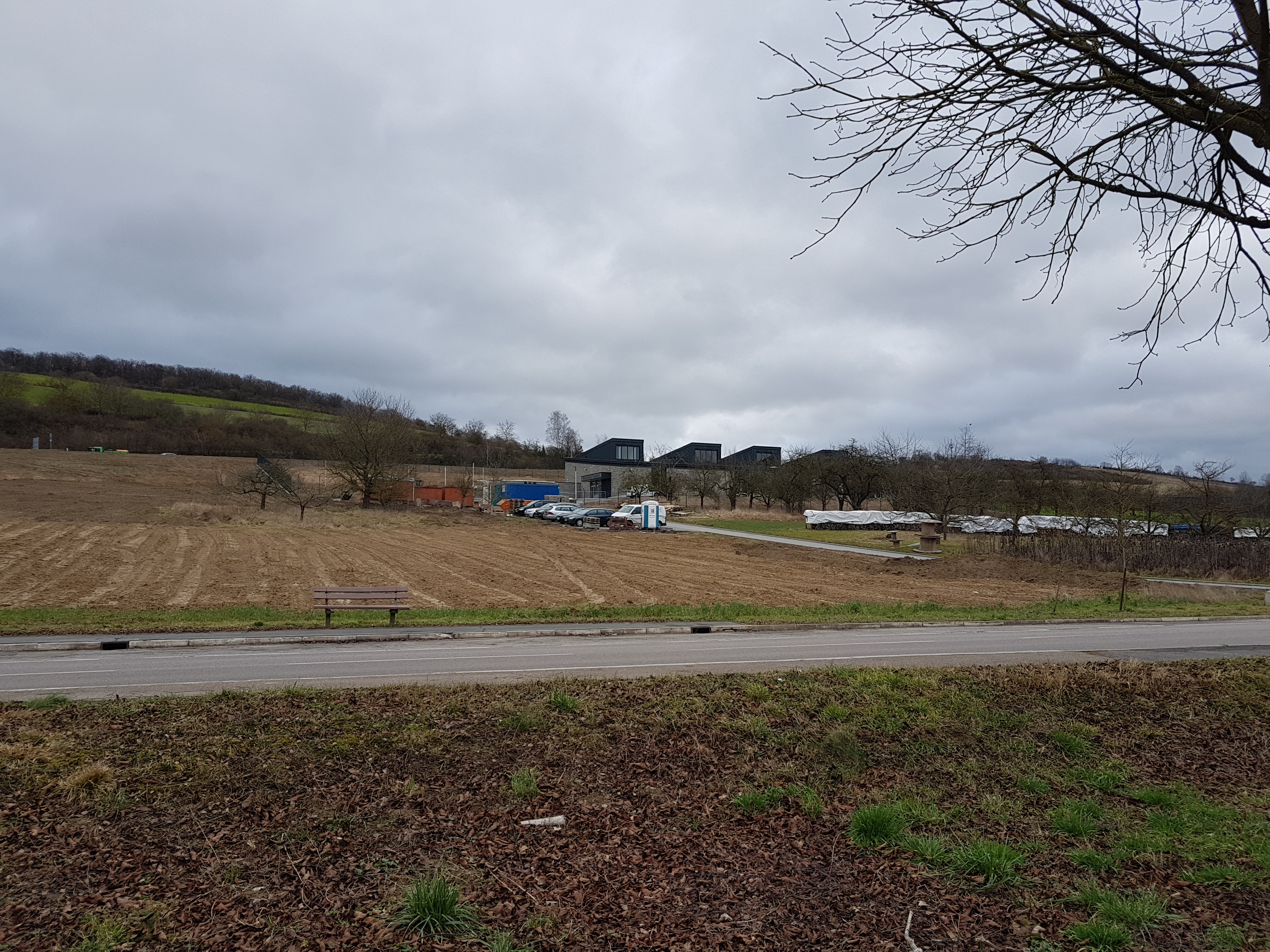
Blick auf das Wasserwerk Taubertal, 2018

Das Wasserwerk Taubertal steht in der rechten Tauberaue gegenüber Dittigheim, einem Stadtteil von Tauberbischofsheim im Main-Tauber-Kreis. Das von 2015 bis 2017 errichtete Wasserwerk wird ab 2019 rund 40.000 Menschen aus drei Städten und drei Gemeinden, sowie Industrie und Gewerbe im mittleren Taubertal mit Trinkwasser versorgen. Die Kapazität beträgt etwa 2,3 Millionen m³ pro Jahr, das sind zirka 6.300 m³ pro Tag. Theoretisch sind bis zu 11.300 Kubikmeter pro Tag möglich. Betreiber ist der Zweckverband Wasserversorgung Mittlere Tauber, der dort auch seinen Hauptsitz hat. Mit geschätzten Gesamtkosten von etwa 59 Millionen Euro für den Neubau des Wasserwerks sowie den erforderlichen Rohrleitungen handelt es sich um das aktuell (2018) größte Infrastrukturprojekt des mittleren Taubertals.

## Geschichte

### Planung
Gemäß der Trinkwasserverordnung von 2001 führten 2008 das Technologiezentrum Wasser in Karlsruhe (TZW), der Zweckverband Wasserversorgung Nordost-Württemberg (NOW) und das Ingenieurbüro BAURCONSULT erste Untersuchungen durch und entwarfen Konzepte zur Verbesserung der Trinkwasserversorgung im mittleren Taubertal. Nachdem die Resultate vorlagen und eine Vorzugsvariante empfahlen, erklärten im Juli 2013 die beteiligten Kommunen ihre Absicht, dieser folgend einen Versorgungsverbund zu gründen. Daraufhin begannen die Planungen für ein gemeinsames Wasserwerk sowie einen Roh- und Reinwasserverbund.

### Bau
Von 2015 bis 2017 errichtete der Zweckverbandes Wasserversorgung Mittlere Tauber (WVMT) das Wasserwerk Taubertal bei Dittigheim. Der Ausbau des Roh- und Reinwasserverbunds begann im Jahre 2016. Der Spatenstich für diese Baumaßnahmen erfolgte am 22. Februar 2016 im Beisein von Umweltminister Franz Untersteller (Bündnis 90/Die Grünen).
Bis 2019 wird im neuen Wasserwerk das Wasser aus allen Entnahmestellen, Brunnen und Quellen der beteiligten Städte und Gemeinden zentral zusammengeführt, aufbereitet und dann als „Reinwasser“ an die Mitgliedsgemeinden abgegeben. Der 2016 begonnene Ausbau des Roh- und Reinwasserverbunds wurde bis ins Jahr 2019 abgeschlossen.
Der Vorsitzende der CDU-Fraktion im Landtag von Baden-Württemberg, Wolfgang Reinhart, äußerte sich beim Richtfest des Wasserwerks im August 2016 zu dessen Bedeutung für den Main-Tauber-Kreis: „Jeder dritte Bürger im Landkreis wird dann Wasser aus Dittigheim erhalten“. Reinhart erwähnte die lange Entstehungsgeschichte der gemeinsamen Wasserversorgung. Für den Tauberbischofsheimer Bürgermeister und Verbandsvorsitzenden Wolfgang Vockel ist das Bauwerk der „Ausdruck gemeinschaftlichen Handelns“ der beteiligten Kommunen. Ziel des Zweckverbandes sei es laut Vockel, „die eigenen regionalen Trinkwasserressourcen nachhaltig und eigenverantwortlich zu nutzen, um Trinkwasser in ausreichender Menge und mit hoher Qualität zu zumutbaren Preisen an die Bevölkerung und die Wirtschaft abgeben zu können“.

### Probebetrieb und stufenweise Inbetriebnahme
Seit 2018 befindet sich das Wasserwerk Taubertal im Probebetrieb. Bis Ende 2020 will der Dienstleister für die öffentlichen Wasserversorger des Zweckverbands das Rohwasser aus insgesamt 26 Wasserfassungen (22 Brunnen, vier Quellen) im neuen Wasserwerk zusammenführen, in einem technischen Verfahren filtern und anschließend als Reinwasser an etwa 40.000 Menschen in den Verbandsgemeinden verteilen. Eine Enthärtungsanlage, die das kalkhaltige Wasser aus den Brunnen der Region weicher machen soll – von 27 Grad deutscher Härte auf dann noch etwa 13 Grad – kann erst in Betrieb genommen werden, wenn alles andere fertig ist. Dies wird bis voraussichtlich 2021 dauern.

## Daten und Fakten

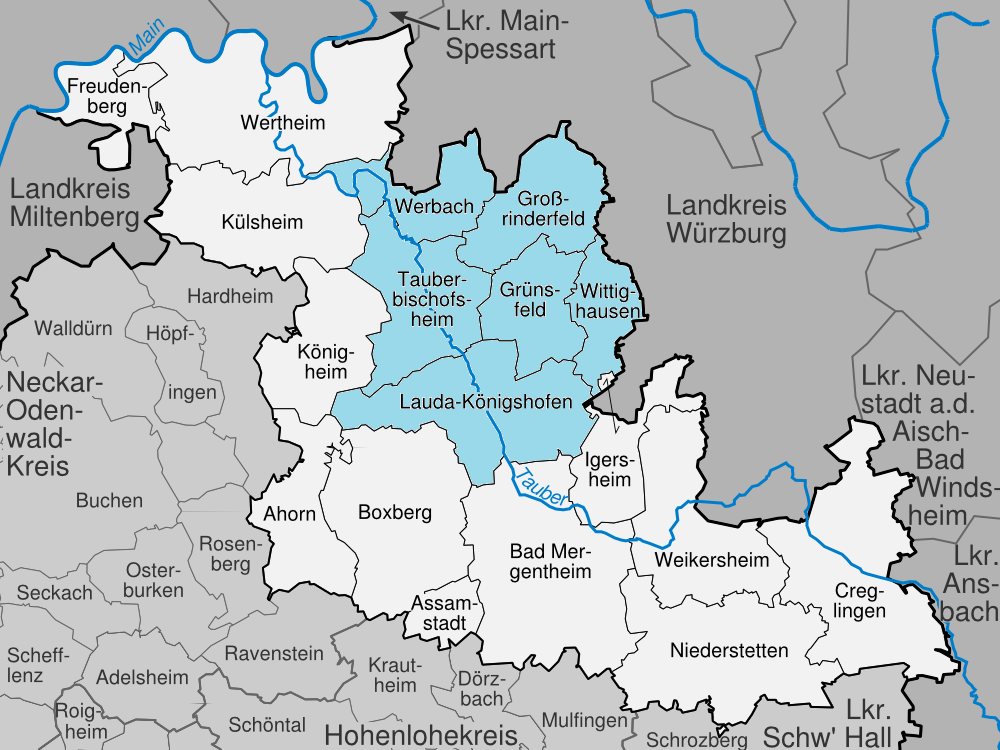
Verbandsmitglieder bzw. Verbandsgebiet des Zweckverbands Wasserversorgung Mittlere Tauber

### Angeschlossene Städte und Gemeinden
Die folgenden Städte und Gemeinden, die zugleich Verbandsmitglieder des Zweckverbands Wasserversorgung Mittlere Tauber sind, wurden an das Wasserwerk Taubertal angeschlossen:
- Stadt Tauberbischofsheim, 13.463 Einwohner, 69,29 km²
- Stadt Lauda-Königshofen, 14.313 Einwohner, 94,44 km²
- Stadt Grünsfeld, 3657 Einwohner, 44,72 km²
- Gemeinde Großrinderfeld, 4073 Einwohner, 56,28 km²
- Gemeinde Werbach, 3197 Einwohner, 43,17 km²
- Gemeinde Wittighausen, 1743 Einwohner, 32,36 km²

### Wasserwerk
Der Standort wurde aufgrund der zentralen Lage Dittigheims im Versorgungsgebiet gewählt und wegen der geringen Förderhöhen für Spülwasser, die beide Energieeinsparungen mit sich bringen.
Für das Gebäude wurden rund 12.000 Kubikmeter Boden ausgehöben, es wurden etwa 1800 Kubikmeter Beton und 300 Tonnen Stahl verbaut sowie etwa 900 Meter Leitungen DIN 100–500 verlegt. Es ist ein Stahlbetonbauwerk mit einer Gabionenfassade, hat eine Länge von 51 Metern, eine Breite von 24 Metern und eine Höhe von 12,5 Metern, davon etwa sieben Meter über dem Erdboden. Das begrünte Dach trägt vier Dachgauben. Es gibt darin es einen Mitarbeiterbereich mit Büro, Aufenthaltsraum, Duschen und WC. Vier Pumpstaffeln und eine Fallleitung übernehmen die Reinwasserförderung. Als Nebenbauwerke entstanden ein Absetzbecken, eine Trafostation mit zwei Mal 1000 kVA, eine Unterstellhalle mit einem Notstromaggregat mit 800 kVA sowie ein pneumatisches Abwasserpumpwerk.
Das Wasserwerk ist für die Versorgung von rund 40.000 Einwohnern ausgelegt, wofür im Jahr etwa 2,3 Millionen Kubikmeter Trinkwasser benötigt werden. Das sind etwa 6.300 und maximal bis zu 11.300 Kubikmeter pro Tag. Pro Sekunde müssen bis zu 145 Liter Reinwasser bereitgestellt werden. Die benötigte Menge an Rohwasser – also Wasser, das erst noch gereinigt oder aufbereitet werden muss – beträgt 176 Liter pro Sekunde. Das wasserrechtlich gesicherte Rohwasserdargebot beträgt 227 Liter pro Sekunde, so dass eine Sicherheitsreserve von 51 Liter pro Sekunde (29 Prozent) besteht. Das Wasser wird im Wasserwerk Taubertal von 28 Grad deutscher Wasserhärte auf 13 Grad deutscher Härte enthärtet.

### Rohr- und Reinwasserverbund
Der Rohr- und Reinwasserverbund des Zweckverbandes führt das Wasser aus 26 Entnahmestellen, 22 Brunnen und 4 Quellen zentral zusammen. Für das Projekt werden insgesamt 95.550 Meter Rohrleitungen in etwa 53.260 Meter langen Rohrgräben verlegt.

### Investitionsvolumen
Die gesamten Investitionsausgaben für das Projekt, also den Neubau des Wasserwerks in Dittigheim und den Ausbau des Roh- und Reinwasserverbunds, betragen rund 59 Millionen Euro.

## Kritik

### Gestiegene Projektkosten
Durch teilweise fehlerhafte und unrealistische Berechnungen im Vorfeld ergab sich bis August 2016 eine Kostensteigerung um über 40 Prozent auf etwa 59 Millionen Euro. Da die finanziellen Fördermittel bis dahin rund 40 Millionen Euro betrugen und für alle weiteren Wassermaßnahmen in ganz Baden-Württemberg im selben Jahr nur noch etwa 12 bis 13 Millionen Euro zur Verfügung standen, ergab sich eine Förderlücke. In einer Studie von Baurconsult, aufgrund derer sich die Verbandsmitglieder für den Aufbau einer gemeinsamen Wasserversorgung und gegen den Beitritt zum Zweckverband Wasserversorgung Nordostwürttemberg (NOW) entschieden, wurde eine geschätzte Investitionssumme in Höhe von 42 Millionen Euro genannt.

### Steigende Wasserkosten
Schon bei der Entscheidung für den Bau des Wasserwerks Taubertal war den Verbandsmitgliedern bekannt, dass ein Alleingang teurer würde als der Anschluss an den großen Zweckverband Wasserversorgung Nordostwürttemberg (NOW). Der Verband ging schon mit Vorliegen der Baurconsult-Studie von Mehrkosten bei der Abgabe des Wassers an die Verbandsmitglieder von etwa 40 Cent pro Kubikmeter aus. Durch die gestiegenen Projektkosten betragen die Steigerungen nach heutigen Schätzungen etwa 90 Cent, im schlimmsten Fall 1,26 Euro pro Kubikmeter. Was die Abnehmer letztendlich werden bezahlen müssen, hänge laut Buchhaltern auch von den zusätzlichen Maßnahmen der einzelnen Kommunen ab.